# Landelijke Organisatie voor Hulp aan Onderduikers
Il Landelijke Organisatie voor Hulp aan Onderduikers (in italiano: Organizzazione Nazionale per l'aiuto alle persone nascoste) o LO è stata un'organizzazione della resistenza nei Paesi Bassi durante la seconda guerra mondiale.
La prima idea del LO venne ad Helena Kuipers-Rietberg, una casalinga di Winterswijk, madre di cinque figli, ed attiva nel consiglio delle donne protestanti. Fortemente anti-nazista si impegnò a nascondere alcune persone entrate in clandestinità. Fu in questo modo che conobbe il pastore Frederik Slomp di Heemse il quale faceva un'attività analoga.  Nel luglio del 1942 "Zia Riek", come fu soprannominata la Kuipers-Rietberg, propose a padre Slomp di creare un'organizzazione nazionale.

## Le circostanze
Nel frattempo, sempre più ebrei venivano arrestati dai nazisti e deportati nei campi di concentramento. Le uniche alternative alla deportazione erano nascondersi o fuggire all'estero. Intanto, dal gennaio 1942, nel paese era stata avviata l'Arbeitseinsatz, ovvero la coercizione dei civili per i lavori forzati, obbligando ogni uomo di età compresa tra i 18 ed i 45 anni a lavorare nelle industrie belliche a servizio dell'invasore tedesco, diventando, tra le altre cose, un obiettivo privilegiato dei bombardamenti Alleati. In molti non accettarono questa imposizione e furono costretti alla clandestinità. Infine col prosieguo della guerra, sempre più aerei venivano abbattuti ed i piloti alleati superstiti, per non essere catturati dai tedeschi dovevano anch'essi darsi alla macchia.
La conformazione pianeggiante del paese, la mancanza di zone selvagge e l'alta densità di popolazione fece sì che tutte le attività clandestine fossero difficilmente occultabili. Inoltre il paese confinava tutto con territori controllati dalla Germania, non offrendo vie di fuga se non attraverso il mare. Tutta questa massa di onderduikers (i sommersi) erano coloro i quali che necessitavano dell'aiuto dell'organizzazione.

## La storia
La signora Kuipers-Rietberg e padre Slomp decisero di adoperarsi insieme per coloro che non avevano un nascondiglio sicuro ricercando famiglie ben accette ad ospitare i clandestini. Padre Slomp, al fine di trovare famiglie disponibili, viaggiò moltissimo per tutti i Paesi Bassi, tanto da guadagnarsi il soprannome di Frits Hobo (Ftrits senzatetto). Fu lui il promotore della nascita dei primi reparti del LO in diverse parti del paese. Nel febbraio del 1943 si poteva già contare su una struttura territoriale organizzata. Alle riunioni nazionali venivano scambiate informazioni e mezzi di sostentamento destinati ai clandestini.
Hanns Albin Rauter, capo della polizia tedesca nei Paesi Bassi, a conoscenza dei clandestini nel paese, ideò un sistema con un controllo incrociato delle derrate distribuite con le tessere annonarie che rese di fatto impossibile ridistribuire il cibo ai clandestini. A chi falliva il controllo incrociato veniva ritirata la tessera. Per poter continuare a provvedere ai bisogni degli onderduikers vennero creati dei gruppi ad hoc, i Landelijke Knokploegen - LKP (I sicari delle campagne) i quali erano dedicati a razziare i magazzini di beni di prima necessità controllati dai tedeschi. Nel corso del tempo, il LO mise in piedi una rete di funzionari governativi compiacenti, disposti a falsificare documenti d'identità per i clandestini.
Il 19 ottobre 1943, i tedeschi scoprirono le attività dell'organizzazione a Utrecht con il conseguente arresto del comandante locale Cary Stomp e dei vertici nazionali. Da questo evento seguì una riorganizzazione della LO dando molta più autonomia alle strutture territoriali. Il direttivo nazionale ricostituito era composto da Jan Hendrikx (LO Limburgo), Henk Dienske (LO Olanda Settentrionale), Kees Pruys (LO Gheldria), Teus van Vliet (LO Olanda Meridionale) e Izaak van der Horst che faceva anche parte del direttivo dell'LKP.  Nell'estate del 1944 un'altra ondata di arresti decimò gli attivisti che comunque non fermarono il loro prezioso lavoro. Gli arrestati furono trasferiti al campo di concentramento di Herzogenbusch.
Per decisione di Hitler, tutti i terroristi e sabotatori, non sarebbero più stati di competenza della giustizia ordinaria ma bensì dell'SD - Sicherheitsdienst, il servizio segreto tedesco. Conseguenza di ciò fu che, tra metà agosto e inizio settembre 1944, furono giustiziati 450 membri della resistenza di cui molti del LO e dell'LKP, prigionieri del campo di concentramento di Herzogenbusch in quelle che sono passate alla storia come esecuzioni Deppner.
L'organizzazione continuò a nascondere clandestini fino alla fine della guerra, fino all'estremo sacrificio dei suoi attivisti. Proprio l'ultimo giorno, a causa di una soffiata di un collaborazionista all'SD fu scoperta l'organizzazione di Enschede e gli uomini che la costituivano, otto attivisti, furono tutti trucidati.
Dei 140 000 ebrei che vivevano nei Paesi Bassi prima del 1940, solo 30 000 sopravvissero alla guerra. Di questi 16 000 quelli che sopravvissero dopo essersi nascosti, anche grazie al Landelijke Organisatie voor Hulp aan Onderduikers..